# レンカ族
レンカ族（Lenca）は、メソアメリカの先住民で、中米ホンジュラス西部の高地、エルサルバドル東部に暮らす。現在10万人がホンジュラスに、3万7千人がエルサルバドルで生活している。言語はスペイン語。かつてはレンカ語が話されていたが、現在は死語となっている。
スペイン人による征服以前、レンカ族は他のマヤ系民族、メキシコや中央アメリカ先住民との交流が盛んであった。レンカ族の発祥は人類学者や歴史学者の間で議論されており、植民地化以前の考古学の物証を確保・研究が進んでいる。植民地化以前でもアカルチュレーションが何世紀も続き、土着の文化との融合変化が起こったとされる。先住民の権利やアイデンティティーについての政治的な問題が継続する中、レンカ族は先コロンブス期の伝統を比較的多く維持し先住民としての文化を継承している。
スペイン人による征服初期、レンカの人々による激しい抵抗は10年続いたが、首長レンピラの死とともに終結した。しかしながら彼らの言い伝えによると、レンカ族の血は途絶えることなく、どこか違う場所で違うときに復活するとのことである。